# Nassim Al Fakir
Stefan Nassim Al Fakir, född 21 mars 1977 i Hägerstens församling i Stockholms län, är en svensk programledare, musiker, komiker, skådespelare och moderator. Al Fakir har medverkat i flera olika TV-program, bland annat som programledare på Bolibompa i SVT. Han spelar trummor och före sin artistkarriär inom TV och radio livnärde han sig på att frilansa inom musikeryrket. Han är bror till Salem Al Fakir.

## Karriär

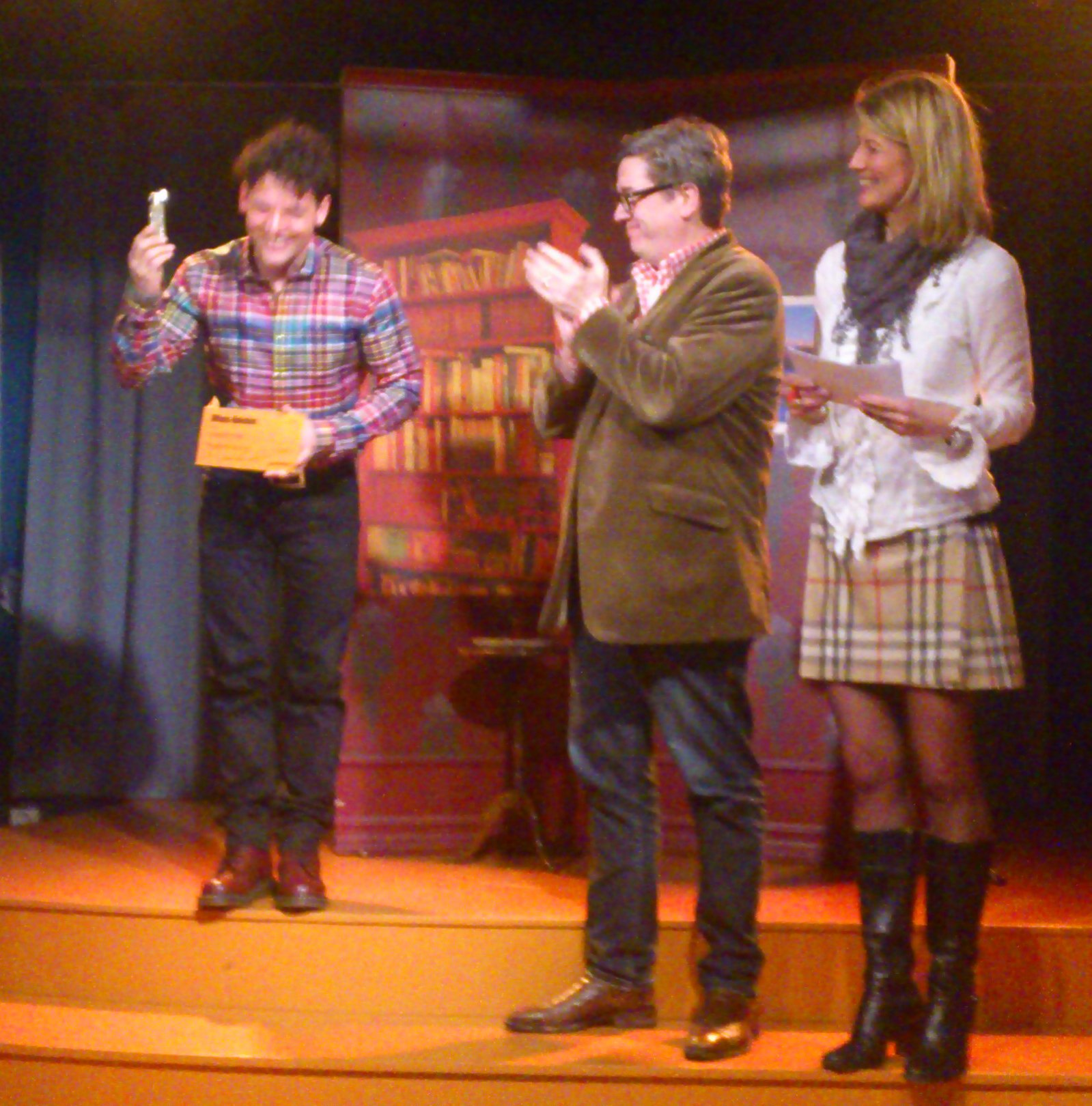
Nassim Al Fakir (till vänster) mottar Alfons-Bokalen 2013 av Tomas Alfredson (i mitten).

Al Fakirs TV-karriär började på TV4:s digitalkanaler och fortsatte sen i SVT:s Bolibompa. Innan detta arbetade han bland annat som musiker och frilansande slagverkare, men höll även på med modevisningar och reklamjobb. 2007 blev han programledare för ungdomsprogrammet Anaconda på UR/SVT. Under 2008 och 2009 var han bland annat programledare för Vi i femman och Lilla Melodifestivalen 2008. Inför julen 2008 satt han i julstugan och öppnade luckor efter julkalendern.
2010 släppte han sitt barn/familjealbum Ute & cyklar.
Under april–maj 2011 medverkade han i musikalen Pippi Långstrump – ett äventyr på is med bland andra Tobbe Trollkarl, Marika Lagercrantz och Stefan Sauk.
Den 17 april 2013 mottog Nassim Al Fakir utmärkelsen Alfons-Bokalen på Alfons Åbergs Kulturhus i Göteborg.
2015 släppte han singlarna Hopp och Full som är en del av en trilogi-EP.

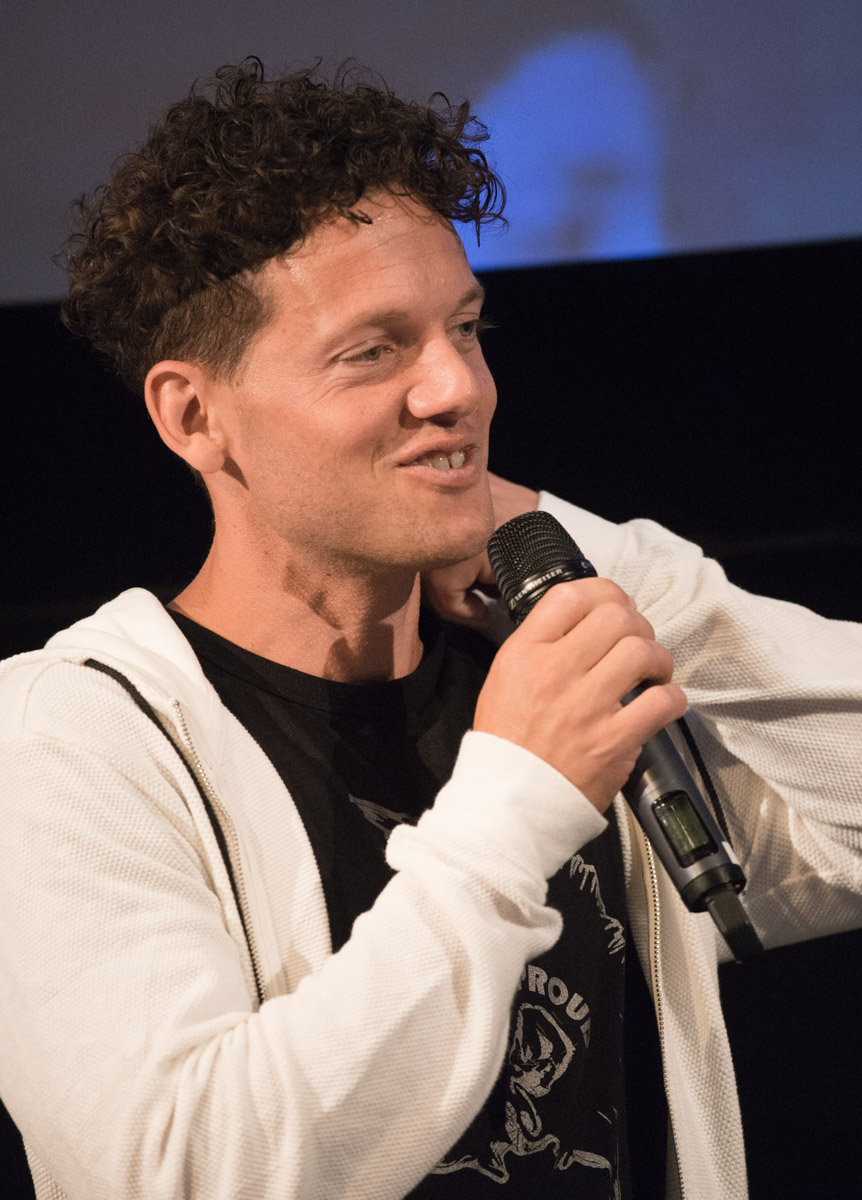
Nassim Al Fakir under presentationen av filmen Lasse-Majas detektivbyrå – Stella Nostra i Filmhuset i Stockholm 2015.

Al Fakir tävlade i dansprogrammet Let's Dance 2016 som sändes på TV4 där han slutade på en femteplats.
År 2019 var Al Fakir en del av den fasta panelen i SVT:s produktion "Bäst i test"
2021 medverkade han som robot i Masked Singer Sverige. Samma år var han mullvad i den femte säsongen av Mullvaden.

## Familj
Nassim Al Fakir växte upp i Hallunda-Norsborg och Huddinge i en familj med fem syskon. Äldst i syskonskaran är systern Aminah Al Fakir, som idag är skådespelare. En yngre bror, Salem Al Fakir, är musikaliskt verksam liksom två andra yngre bröder.
Fadern, Nabil Al Fakir, är från Damaskus och arbetade som bilmekaniker under Nassim Al Fakirs uppväxt; numera är han dock lärare. Al Fakirs mor, Inger, är från Sverige. Nassim Al Fakir är gift med sångerskan Lina Hedlund och tillsammans har de två söner födda 2012 och 2016. Al Fakir friade till Lina på Friends Arena under Sweden International Horse Show i december 2018.

## Diskografi
| 1.           | Lätt som en plätt att gå in på internet | 3:31  |
| 2.           | Kameler                                 | 0:30  |
| 3.           | Promenadlåten                           | 2:33  |
| 4.           | Grillkorvar & hamburgare                | 0:33  |
| 5.           | Göra det                                | 3:40  |
| 6.           | Kokokiko                                | 4:03  |
| 7.           | Apelsiner                               | 0:11  |
| 8.           | Ja eller nej                            | 4:06  |
| 9.           | Sojasås                                 | 3:50  |
| 10.          | Bokstavslåten                           | 2:31  |
| 11.          | Trumma på allt                          | 2:26  |
| 12.          | Honungsmeloner                          | 0:52  |
| 13.          | Kärleken flyger omkring                 | 2:36  |
| 14.          | BB                                      | 3:43  |
| 15.          | Ärtor & äpplen                          | 0:48  |
| 16.          | Björntekno                              | 2:35  |
| 17.          | Älgar                                   | 0:11  |
| 18.          | Ute och cyklar                          | 3:07  |
| 19.          | Tänk om                                 | 4:30  |
| Total längd: | Total längd:                            | 46:24 |

| 1.           | Hej                                     | 2:24  |
| 2.           | Bäver                                   | 3:57  |
| 3.           | Springer runt och säger hej             | 3:11  |
| 4.           | Bengt                                   | 1:46  |
| 5.           | Tandläkaren                             | 3:16  |
| 6.           | Uckumä urban                            | 2:27  |
| 7.           | Billåten                                | 2:58  |
| 8.           | En promenad                             | 2:54  |
| 9.           | Blås                                    | 0:32  |
| 10.          | Apelsin                                 | 2:42  |
| 11.          | Vänta                                   | 2:08  |
| 12.          | Nassims vaggvisa (sång av Lina Hedlund) | 1:26  |
| Total längd: | Total längd:                            | 29:46 |

## Filmografi
- 2008 – Total Drama Island (TV-serie) (röst som Owen)
- 2010–2014 – På kroken (TV-serie) (röst som Milo)
- 2013 – Turbo (röst som Sladdis)
- 2013 – Lasse-Majas detektivbyrå – von Broms hemlighet
- 2013 – Frost (röst som Olof, tal och sång)
- 2014 – Lasse-Majas detektivbyrå – Skuggor över Valleby
- 2014 – Paddington (röst som Paddington)
- 2014 – Retorikmatchen
- 2015 – Lasse-Majas detektivbyrå – Stella Nostra
- 2016 – The Angry Birds Movie (röst som Chuck)
- 2017 – Paddington 2 (röst som Paddington)
- 2019 – Bäst i test (TV-program)
- 2019 – The Angry Birds Movie 2 (röst som Chuck)
- 2019 – Frost 2 (röst som Olof, tal och sång)
- 2021 – Masked Singer Sverige (Roboten)
- 2021 – Mullvaden
- 2023 – Över Atlanten
- 2024 – Smartare än en femteklassare

### Almänna
- ”Hyllad på scen”. Aftonbladet. http://www.aftonbladet.se/nojesbladet/article7651375.ab.

### Fotnoter
1. ↑  Sveriges befolkning
2000:
Al Fakir, Stefan Nassim
(1977-03-21)
Försäkringskassan, uttag avseende 20001231 (2014)
2. ↑  https://www.svt.se/bast-i-test/
3. ↑  ”Här avslöjas Roboten i ”Masked singer””. Aftonbladet. https://www.aftonbladet.se/a/R97L6x. Läst 30 april 2021.
4. ↑  Här friar Nassim Al Fakir mitt under showen, Sveriges Television, läst 2018-12-02, publicerad 2018-12-02.